# Psyché (mythologie)
Pour les articles homonymes, voir Psyché.
Psyché (en grec ancien : Ψυχή / Psykhḗ, souvent traduit par « âme ») est un personnage qui n'apparaît que dans  les Métamorphoses (IV, 28, 1 – VI, 24, 4), roman écrit par le philosophe Apulée (±125-±180) entre 160 et 180.
Apulée se réfère essentiellement à la vie humaine de Psyché et celle-ci ne possède pas d'attributs divins. Seul le dernier paragraphe de l'histoire (table 2) évoque la déification de la princesse.
L'histoire d'Éros et Psyché est présentée sous la forme d'un récit intégré dans l'œuvre principale. Elle est racontée par une vieille femme à une jeune fille enlevée par des brigands, dans le but de lui changer les idées. L'histoire terminée, Apulée fait malicieusement dire à son héros Lucius, changé en âne, qu'il « se désolait de ne pas avoir de tablettes ni de stylet pour prendre en note une si belle histoire » (VI, 25, 1), ce qui pourrait signifier que l'auteur s'est réellement inspiré d'un conte oral.

## Histoire

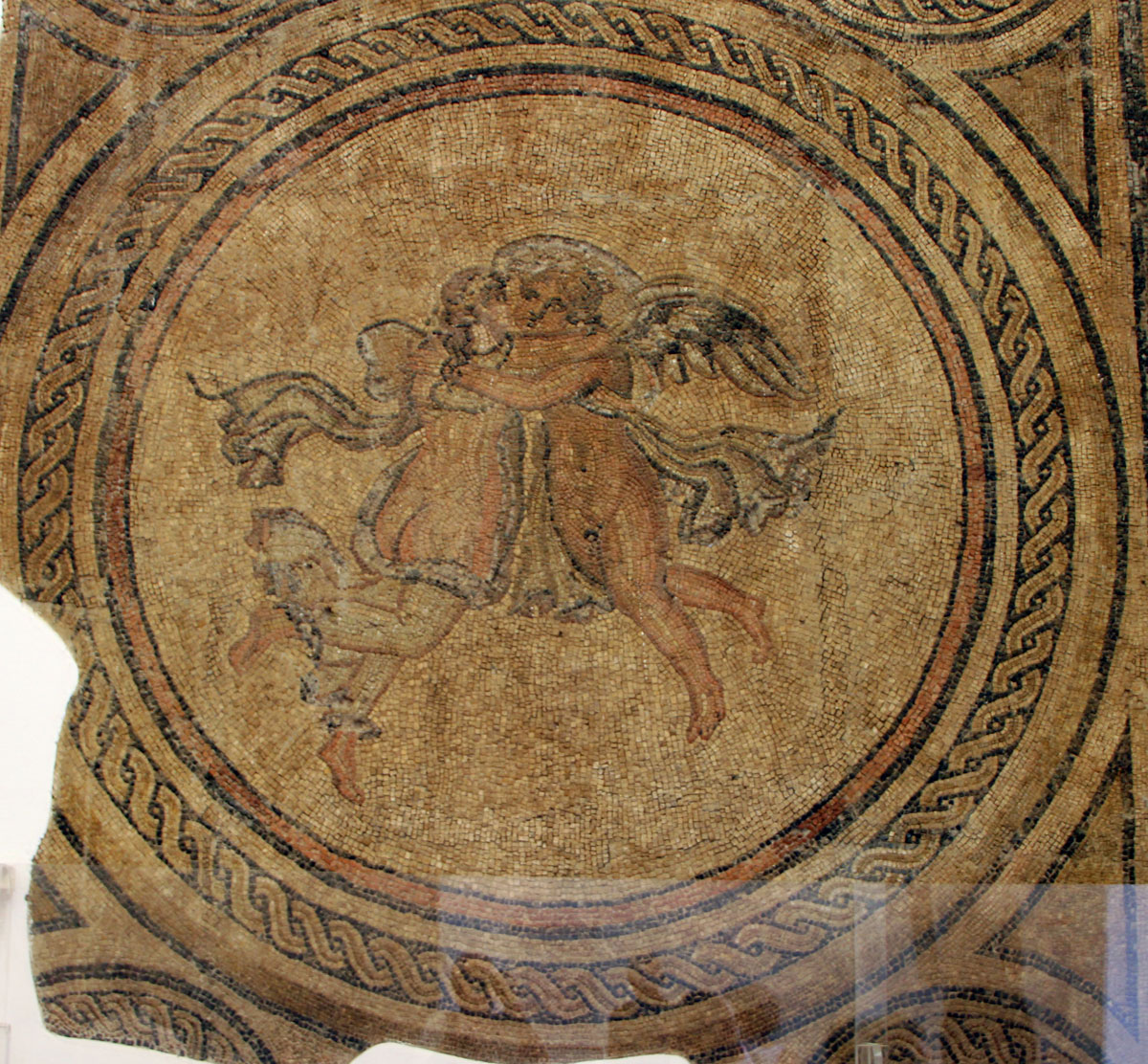
Éros et Psyché, mosaïque d'époque romaine trouvée dans une villa à Cordoue (Espagne).

Psyché est une princesse d'une beauté si parfaite qu'elle éveille la jalousie d'Aphrodite à laquelle on la compare. Elle a deux sœurs aînées, d'une grande beauté également, mais sur lesquelles Psyché l'emporte de loin. Toutefois, contrairement à ses sœurs, elle ne trouve pas d'époux. Les foules se contentent de venir la contempler comme une œuvre d'art et de la vénérer comme une déesse au point d'oublier de célébrer Aphrodite.
La déesse, jalouse de cette rivale et offensée par un tel sacrilège, ordonne à son fils Éros de la rendre amoureuse du mortel le plus méprisable qui soit. Alors que le dieu s'apprête à remplir sa mission, il tombe lui-même amoureux de Psyché en se blessant avec l'une de ses flèches.
Le père de Psyché, désespéré de voir sa fille sans époux, se rend à Delphes pour supplier Apollon de permettre à Psyché de se marier. L'oracle est catégorique : Psyché doit être abandonnée sur un rocher, au sommet d'une colline, où viendra la chercher son futur époux, un horrible monstre. Résigné, le père de Psyché exécute les ordres divins et abandonne sa fille à son funeste destin.
Cependant, Zéphyr, le doux Vent de l'ouest, emporte la jeune femme jusqu'à une merveilleuse vallée. Il la dépose délicatement dans l'herbe, non loin d'un magnifique palais. Psyché y pénètre et y découvre le savoureux festin qui l'attend ; elle est servie par des personnages invisibles dont elle entend seulement les voix. Elle s'endort ensuite dans une chambre somptueuse.
Plus tard dans la nuit, son mystérieux époux (Éros) la rejoint, lui demandant de ne jamais chercher à connaître son identité, cachée par l'obscurité de la chambre. Toutes les nuits, il lui rend visite puis la quitte avant l'aurore. La jeune femme apprécie de plus en plus les étreintes et les mots doux qu'ils échangent alors. Rien ne manque au bonheur de Psyché, si ce n'est de connaître le visage et le nom de son amant nocturne, et de revoir sa famille.
C'est alors que la Renommée informe les deux sœurs de Psyché du triste sort de cette dernière que l'on croit morte. Celles-ci se lamentent, accablées de douleur. Psyché, ne pouvant supporter de voir ses sœurs pleurer ainsi, convainc son époux de lui permettre de les inviter. Les deux sœurs, amenées aussitôt par Zéphyr au palais d'Éros, sont finalement folles de jalousie à la vue de tant de richesses et de bonheur.
Lors d'une autre visite, elles persuadent Psyché que son époux n'est rien d'autre que l'horrible monstre de l'oracle et qu'il est de son devoir de le tuer, à moins qu'elle ne veuille être dévorée. Terrifiée à cette idée, la jeune fille profite du sommeil de son amant pour allumer une lampe à huile afin de percer le mystère. Elle découvre alors le jeune homme le plus radieux qu'elle ait jamais vu. Une goutte d'huile brûlante tombe sur l'épaule droite du dieu endormi, qui se réveille aussitôt et s'enfuit. Dans un élan de désespoir, Psyché s'agrippe à la jambe de son mari mais, prise de fatigue, elle lâche prise et tombe. Éros la rattrape et la fait atterrir délicatement. Il repart, cette fois pour de bon.

Le Ravissement de Psyché, par William Bouguereau.

Folle de chagrin et de remords, Psyché se jette dans une rivière mais cette dernière, compatissante, la dépose sur la berge où est assis le dieu Pan. Ce dernier conseille à Psyché de tout faire pour reconquérir l'amour d'Éros. Elle erre alors de temple en temple, rencontrant les déesses Déméter et Héra qui, ne voulant pas se fâcher avec Aphrodite, refusent de l'aider dans sa quête. Pendant ce temps, Éros, affaibli par sa brûlure, souffre sur le lit de sa mère tandis que celle-ci se baigne dans l'océan. Une mouette vient trouver la déesse et lui raconte toute l'histoire. Aphrodite réprimande et séquestre son fils dans une chambre de son palais, puis elle convoque Hermès et lui confie la mission de proclamer que « tout mortel qui retrouverait Psyché aurait droit à sept baisers dont un tout miel ». Psyché traquée par les mortels, ne sachant où aller, lassée de son errance, décide de se plier à la volonté d’Aphrodite espérant adoucir sa fureur. À proximité de sa demeure l’une des servantes nommée « Habitude » la reconnait, se saisit d’elle et la traine par les cheveux.
Sitôt introduite dans la demeure d’Aphrodite, elle est livrée à deux autres servantes de la déesse « Tristesse et Inquiétude » qui, sur l'ordre d'Aphrodite, tourmentent et malmènent la pauvre Psyché. Celle-ci est soumise à toutes sortes d'épreuves.
Tout d'abord, elle doit trier, en une soirée, un énorme tas de grains de variétés différentes. Par bonheur, des fourmis, prises de pitié, l'aident à accomplir sa tâche, et le tas est trié à temps.
Ensuite, elle est contrainte de rapporter à Aphrodite de la laine des terribles brebis à la toison d'or. Psyché, désespérée, est sur le point de se jeter dans une rivière voisine lorsqu'un roseau, ému par l'infortune de la jeune femme, lui indique la marche à suivre : « Tant que le soleil de midi darde ses rayons, ces brebis sont possédées d'une espèce de rage. Tout mortel alors doit redouter les blessures de leurs cornes acérées, le choc de leur front de pierre, et la morsure de leurs dents venimeuses ; mais une fois que le méridien aura tempéré l'ardeur de l'astre du jour, que les brises de la rivière auront rafraîchi le sang de ces furieux animaux, tu pourras sans crainte gagner ce haut platane nourri des mêmes eaux que moi, et trouver sous son feuillage un sûr abri. Alors tu n'auras, pour te procurer de la laine d'or, qu'à secouer les branches des arbres voisins, où elle s'attache par flocons. »[réf. nécessaire]
Pour la troisième épreuve, elle doit rapporter de l'eau du Styx, puisée à même la source. Cette dernière se situe au sommet d'une haute montagne gardée par des dragons. Zeus, à son tour est pris de pitié et décide d'aider Psyché en envoyant son aigle remplir une fiole avec l'eau du Styx, fiole qu'il remet ensuite à la jeune femme.
Pour la dernière épreuve, Psyché doit mettre dans une boîte une parcelle de la beauté de Perséphone, la reine des Enfers. Épuisée, Psyché est à nouveau tentée de mettre fin à ses jours. Elle est sur le point de se jeter du haut d'une tour quand, soudain, la tour commence à lui parler, la convainc de rester en vie et lui indique comment réussir cette épreuve. Psyché parvient à récupérer une parcelle de la beauté de Perséphone. Cependant, sa curiosité va la perdre ; pensant que la beauté de la déesse l'aidera à reconquérir Éros, Psyché ouvre la boîte et plonge aussitôt dans un profond sommeil, semblable à la mort.
Entre-temps, Éros, dont la blessure a cicatrisé et dont les forces sont revenues, s'est échappé du palais d'Aphrodite. Toujours épris de Psyché, il la ranime doucement avec la pointe d'une de ses flèches puis il l'emmène devant Zeus en personne. Ce dernier convoque les dieux de l'Olympe et annonce publiquement le mariage d'Éros et Psyché. Celle-ci est invitée à consommer l'ambroisie, ce qui lui confère l'immortalité et la dote de délicates ailes de papillon. Le dieu et la nouvelle déesse sont alors unis en présence de tout le Panthéon, et un merveilleux banquet s'ensuit. Quelque temps plus tard, Psyché donne à Éros une fille, nommée Hédoné (Plaisir). L'amour (Éros) et l'âme (Psyché) sont ainsi réunis pour l'éternité.

## Analyse comparée
Les folkloristes considèrent généralement que le récit d'Apulée est la première attestation du conte-type ATU 425B « Fils de la sorcière ». La tradition des contes de La Belle et la Bête (ATU 425C) est apparentée à cette variante mais s'en distingue nettement. Graham Anderson, spécialiste du folklore antique, concluait en l'an 2000 que la recherche folklorique n'avait pas permis de mettre en valeur l'origine de l'histoire racontée par Apulée.
Plus récemment, plusieurs études sont revenues sur les hypothèses d'Henri Basset et Émile Dermenghem, deux auteurs défendant, dès l'époque coloniale, l'origine nord-africaine de l'histoire. Le corpus de contes berbères nouvellement réuni possède des similitudes frappantes avec certains points de l'histoire d'Apulée, notamment avec les motifs de l'interdiction de voir son mari surnaturel (C32.1 Thompson) ou du tri des graines par des fourmis (H1091.1 Thompson). Parmi ces contes berbères qui partagent des traits fondamentaux avec le récit d'Apulée, on peut citer L'oiseau de l'orage traduit en français par Taos Amrouche dans le Grain magique.

## Interprétations
De nombreuses interprétations ont été faites sur l’histoire d'Eros et Psyché, notamment sur les liens entre l’amour, les épreuves et l’âme. Fulgence proposa ainsi une lecture à travers un prisme chrétien dans laquelle Psyché est comparée à Adam, puisque c'est la curiosité qui amène le premier couple à être banni du Paradis. Le poète italien Boccace interprète le mariage entre Psyché et Cupidon (avatar romain d'Eros) comme une allégorie du lien entre l'âme et Dieu. Thomas Bulfinch a écrit que l'âme peut être comparée à un papillon, dans le sens où elle peut être purifiée au travers d'épreuves et de tribulations, comme un papillon sortant de son cocon. D’autres chercheurs y voient une allégorie du voyage amoureux de l’âme, tandis que certains pensent que, tout comme les papillons, l’âme humaine endure la douleur et le changement qui la conduisent à une fin heureuse.

## Évocations artistiques

### Dessins

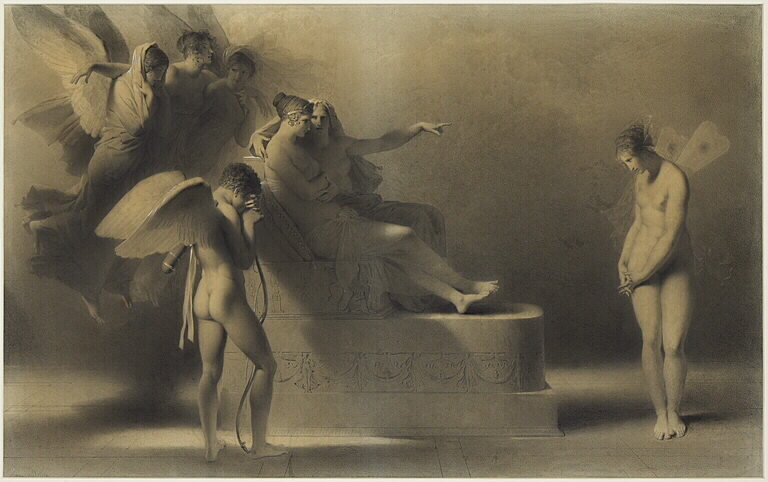
Alexandre-Évariste Fragonard, Le Jugement de Psyché ou Psyché reconnaissant ses fautes devant Vénus, vers 1795 ?

- Alexandre-Évariste Fragonard, Le Jugement de Psyché ou Psyché reconnaissant ses fautes devant Vénus, vers 1795 ?

### Peintures

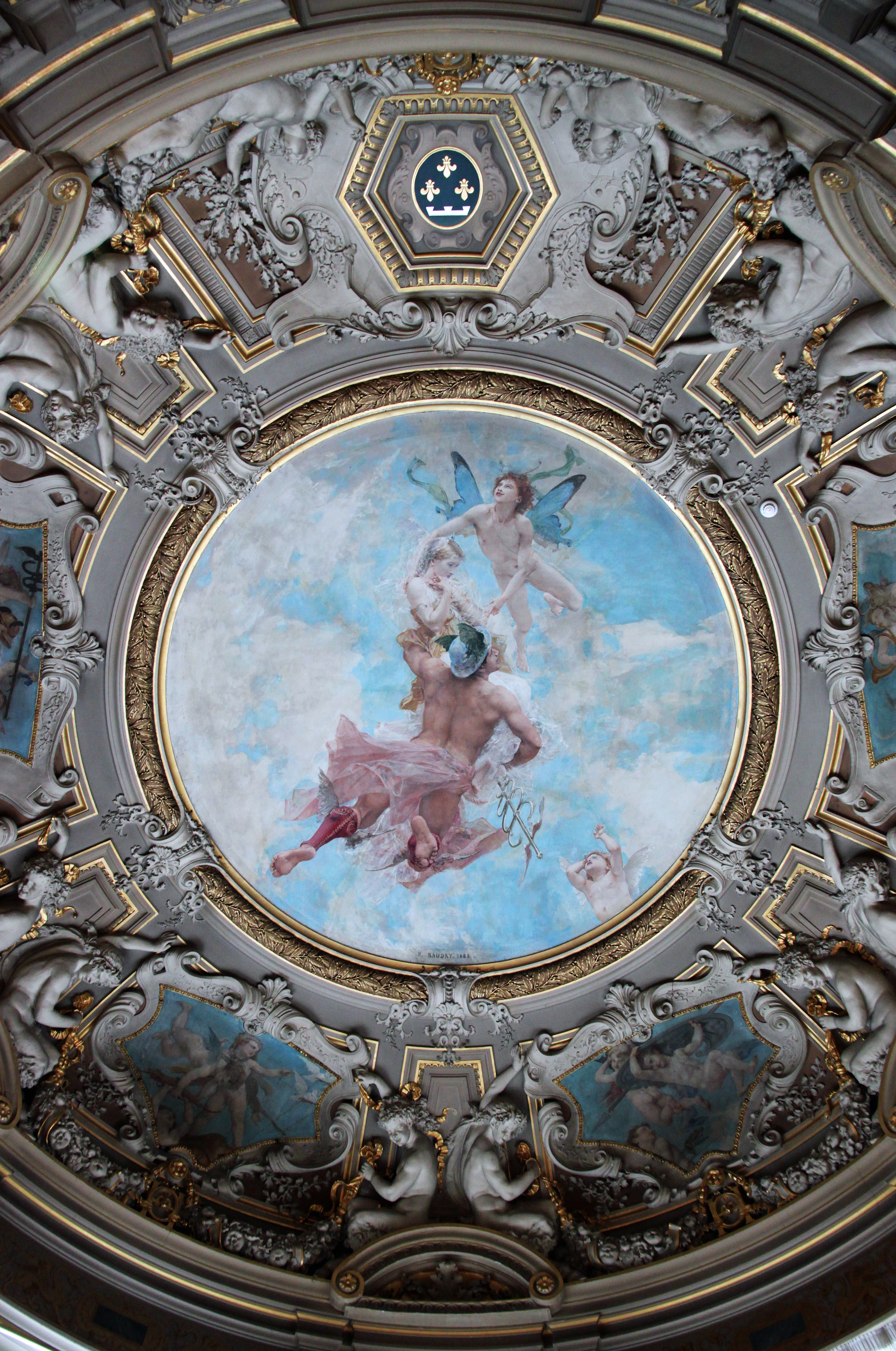
L'Enlèvement de Psyché par Paul Baudry (1885).

- Les fresques de Raphaël et de ses élèves (Loggia de Psyché) à la Villa Farnesina de Rome (vers 1513) ;
- Psyché reçue dans l'Olympe de Polidoro da Caravaggio (vers 1524) ;
- La salle de Psyché, Jules Romain et ses assistants, Palais du Té, Mantoue (1526-1528) ;
- Amour et Psyché de Jacopo Zucchi (1589) ;
- Paysage avec Psyché et Jupiter de Paul Bril et Pierre Paul Rubens (1610), Madrid, Musée du Prado ;
- L'apothéose de Psyché, portée dans l'Olympe par Mercure, vers son mari Cupidon/Éros sous le bras du père de ce dernier Jupiter (Charles Le Brun,  1652-1655), Paris, musée Carnavalet[5] ;
- Psyché devant le palais de Cupidon de Claude Lorrain (1664), Londres, National Gallery ;
- Psyché abandonnée par l'amour d'Antoine Coypel (1701), Château de Fontainebleau ;
- Les fresques murales du salon ovale de l'hôtel de Soubise, peintes par Charles-Joseph Natoire (entre 1737 et 1739) ;
- Le mariage de Psyché et l'Amour, de François Boucher (1744), huile sur toile, musée des beaux-arts, Rouen ;
- Psyché montrant à ses sœurs les cadeaux de Cupidon de Jean-Honoré Fragonard (1753), National Gallery de Londres ;
- Psyché découvrant l'Amour endormi de Louis Lagrenée (1768), Paris, musée du Louvre ;
- Amour réveillant Psyché de Bénigne Gagneraux (1790) ;
- Psyché abandonnée de Jacques Louis David (1795), Collection particulière   ;
- Psyché et l'Amour de François Gérard (1798) ;
- L'Enlèvement de Psyché de Pierre-Paul Prud'hon (1808), Paris, musée du Louvre ;
- Cupidon et Psyché de Louis Lafitte et Merry-Joseph Blondel entre (1814-1816), papier peint édité par Joseph Dufour à Mâcon puis à Paris ;
- L'Amour et Psyché de François-Edouard Picot (1817), Paris, musée du Louvre ;
- Le Sommeil de Psyché de Louis-Julien-Jean Aulnette du Vautenet (1831), musée d'art et d'histoire de Lisieux
- Psyché de Romain Cazes (1847), Montauban, Musée Ingres ;
- Psyché d'Amaury-Duval (1867), Riom, Musée Mandet ;
- Le Premier Baiser de William Bouguereau (1873) ;
- L'Enlèvement de Psyché de Paul Baudry (1885), Château de Chantilly ;
- L'Amour et Psyché, enfants de William Bouguereau (1889) ;
- Le Ravissement de Psyché de William Bouguereau (1895) ;
- Psyché ouvrant la boîte dorée de John William Waterhouse (1903), collection particulière ;
- L'Histoire de Psyché de Maurice Denis (plusieurs tableaux entre 1908 et 1909), collection Morozov, musée de l'Ermitage, Saint-Pétersbourg.

### Sculptures

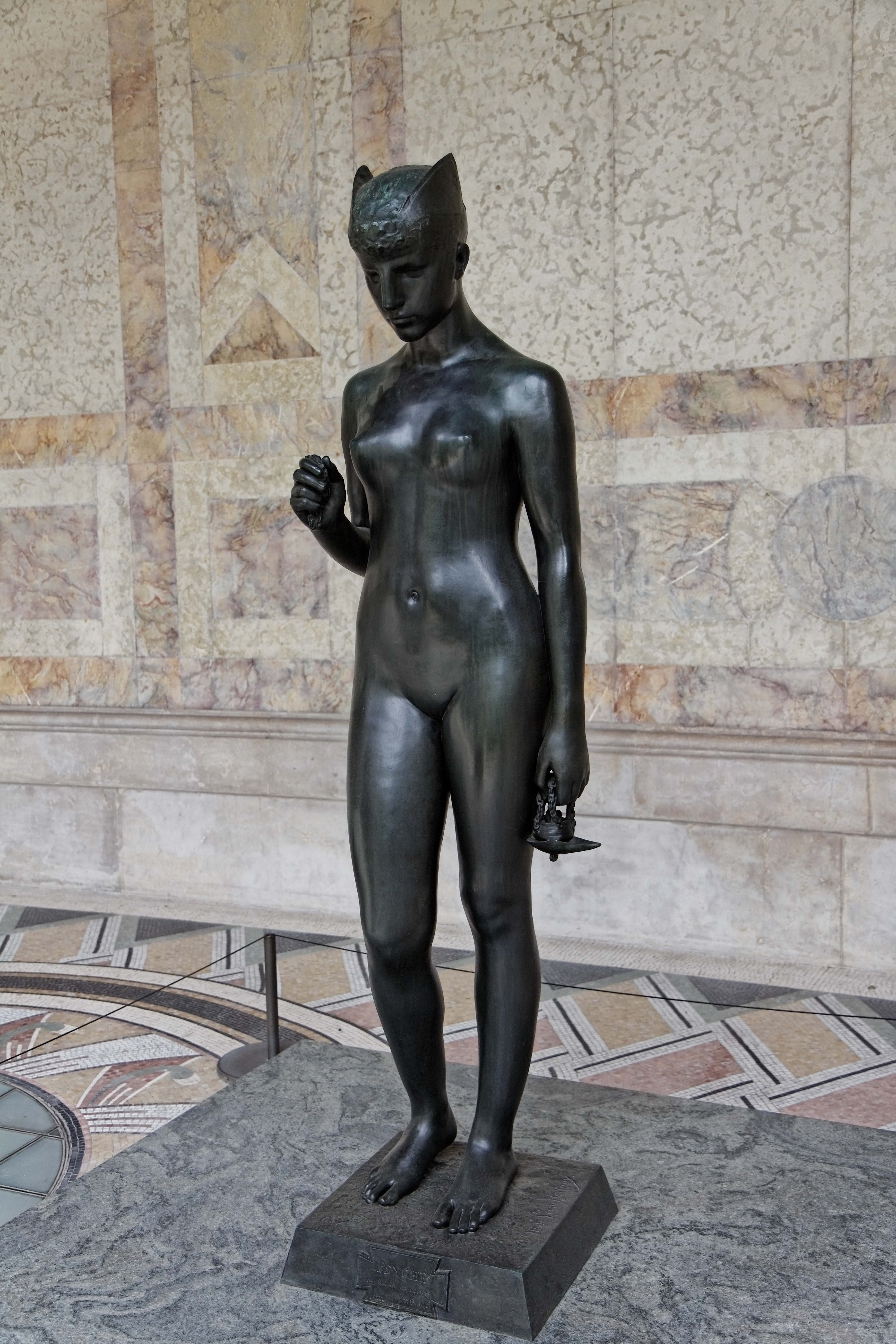
Psyché sous l'empire du mystère, par Hélène Bertaux (1889).

- Cupidon et Psyché, Rome, musées du Capitole, marbre, copie romaine du Ier ou IIe siècle de notre ère, d'après un original grec de l'époque hellénistique ;
- Psyché abandonnée, Augustin Pajou (1790), musée du Louvre ;
- Psyché ranimée par le baiser de l'Amour, groupe sculpté d'Antonio Canova (1793), musée du Louvre ;
- L'Amour et Psyché, groupe sculpté d'Antonio Canova (vers 1793) ;
- Psyché, statue d'Antonio Canova (vers 1793) ;
- Amour et Psyché, groupe sculpté de Francesco Massimiliano Laboureur, copie du XVIIIe du Cupidon et Psyché du musée du Capitole ;
- Psyché, statue d'Albert Bertel Thorvaldsen (1806) ;
- L'Amour et Psyché, groupe sculpté de Reinhold Begas (1857) ;
- Pan réconfortant Psyché, groupe sculpté de Reinhold Begas (1858) ;
- Psyché, statue en marbre d’Eugène-Antoine Aizelin (1863), musée des Beaux-Arts de Quimper[6] ;
- Psyché sous l'empire du mystère, statue d'Hélène Bertaux (1889) ;
- Cupidon et Psyché, groupe sculpté d'Auguste Rodin (1893) ;
- Psyché, statue d'Auguste Rodin (vers 1905).

### Gravures
- Cupidon et Psyché, gravure d'Augustin Burdet d'après Victor Marie Picot[7].
- Psyché, gravure d'Auguste Danse d'après Amaury-Duval[8].

### Tapisseries
- La Fable de Psyché, ensemble de 26 tapisseries commandées par François Ier de France vers 1540, aujourd'hui disparues mais dont il existe des copies, comme L'Histoire de Psyché, tenture en six pièces du château de Sully-sur-Loire[9] ;
- Cupidon et Psyché au bain, tenture de Charles-François Poerson, Giulio Pippi (Giulio Romano) et la Manufacture des Gobelins (entre 1684 et 1686).

### Télévision
- En 2016, l'épisode 11 Psyché, la belle et la bête de la série Les Grands Mythes est centré sur elle.

### Vitraux
- Les vitraux de la Galerie de Psyché, au musée Condé (château de Chantilly) : série de 44 vitraux réalisés pour le maréchal de France Anne de Montmorency (1492-1567) entre 1542 et 1544 (il s'agit du seul ensemble complet conservé en France)[10].

### Littérature
- Vers 150 : Les Métamorphoses, conte d'Apulée (vers 150) ;
- 1634 : Les récits intitulés « Le Verrou » (Lo catenaccio ; 2e journée, 9e divertissement) et « L'Arbre d'or » (Lo Turzo d'Oro ; 5e journée, 4e divertissement) dans Le Conte des contes de Giambattista Basile sont inspirés du mythe;
- 1662 : Ni Amor se libra de Amor, comedia de Calderón ;
- 1669 : Les Amours de Psyché et Cupidon, récit de La Fontaine ;
- 1671 : Psyché, tragédie-ballet de Molière, Corneille et Lully ;
- 1819 : Ode to Psyche, poème de John Keats ;
- 1841 : Psyché, poème épique de Victor de Laprade ;
- 1870 : The Earthly Paradise, poème de William Morris ;
- 1877 : The Unknown Eros, poème de Coventry Patmore ;
- 1885 : Eros and Psyche, poème de Robert Bridges ;
- 1905 : Sur un buste de Psyché (Wikisource), poème de José-Maria de Heredia ;
- Avant 1927 : L'histoire de Psyché contée aux enfants, de Bernard Marcotte ;
- 1927 : Psyché, roman de Pierre Louÿs ;
- 1956 : Un visage pour l'éternité (Till We Have Faces), roman de C. S. Lewis ;
- 2018 : Traditions d'Olympus (Lore Olympus), webcomic de Rachel Smythe;
- 2019 : Éros et Psyché, bande dessinée de Clotilde Bruneau, Didier Poli, Luc Ferry & Diego Oddi
- 2023 : Moi, Psyché, roman de Alain Le Ninèze, Ateliers Henry Dougier.
- 2023 : Psyché & Éros, roman de Luna McNamara.

### Contes populaires
De nombreux motifs du récit réapparaissent dans les contes populaires de divers pays, par exemple :
- La Belle et la Bête ;
- Domaine germanique : La Fauvette-qui-saute-et-qui-chante (conte de Grimm) ;
- Domaine scandinave : À l'est du soleil et à l'ouest de la lune ;
- Domaine slave oriental : Vassilissa-la-très-belle, La Plume de Finist-Clair-Faucon, La petite fleur écarlate (ru).

### Musique
- 1678 : Psyché, tragédie lyrique de Jean-Baptiste Lully sur un livret de Thomas Corneille ;
- 1712 : Psyché et ses sœurs, cantate pour trois dessus et basse continue de Jean-Baptiste Morin ;
- 1888 : Psyché de César Franck, poème symphonique pour chœur et orchestre avec récitant ;
- 1913 : Syrinx de Claude Debussy, pièce pour solo de flûte ;
- 1924 : Psyché de Manuel de Falla, pour mezzo-soprano, flûte, harpe, violon, alto et violoncelle ;
- 1975 : Psyché de Marius Constant, pour pianos et percussions.
- 2023 : Eve, Psyche & the Bluebeard's Wife (Ève, Psyché et la femme de barbe bleue) de Le Sserafim, kpop

#### Sources primaires
- Apulée, Métamorphoses (lire en ligne) (IV, 28 – VI, 24).
- Apulée (trad. et notes de Pierre Grimal, préf. Jean-Louis Bory), L'Âne d'or ou Les Métamorphoses, Gallimard / Folio classique, 1998 (ISBN 2-07-036629-4), p. 110–151.

#### Sources secondaires
- Henri Lemaître, Essai sur le mythe de Psyché dans la littérature française des origines à 1890, Boivin, Paris, 1939.
- Jean de Palacio, Les Métamorphoses de Psyché, Séguier, Paris, 1999.
- Sonia Cavicchioli, Eros et Psyché, Flammarion, Paris, 2002.
- Véronique Gély, L'Invention d'un mythe : Psyché. Allégorie et fiction, du siècle de Platon au temps de La Fontaine, Honoré Champion, Paris, 2006.
- (el) Yorgos Oikonomou et al., Psyché, Logos, Polis, Athènes, Epsilon, 2007.
- (en) Emmanuel et Nedjima Plantade, Psyche Libyca: Apuleius and the Berber Folktales, dans B.T. Lee, E. Finkelpearl, L. Graverini (éd.), Apuleius and Africa, Routledge, New York/London, 2014, pages 174-202.
- Emmanuel et Nedjima Plantade, Psyché (d'Apulée), Encyclopédie Berbère, 37, 2015, pages 6588-6602.
- (en) Douglas Cairns, « Ψυχή, Θυμός, and Metaphor in Homer and Plato », Études platoniciennes, no 11,‎ 2014 (lire en ligne).
- Alain Le Ninèze, Moi, Psyché... Ateliers Henry Dougier, Paris, 2023.